# 引田乾作
引田 乾作（ひきた けんさく、1871年11月22日〈明治4年10月10日〉- 1948年〈昭和23年〉5月11日）は、大日本帝国陸軍軍人。最終階級は陸軍中将。功四級。

## 経歴
山口県阿武郡萩町土原村（現萩市大字土原）で旧長州藩士引田利亮の四男として生まれ、兄引田利章の死去に伴い1891年（明治24年）に家督を相続した。
1894年（明治27年）7月、陸軍士官学校（5期）を卒業し、同年9月、陸軍歩兵少尉に任官し近衛歩兵第1連隊付となる。1901年（明治34年）11月、陸軍大学校（15期）を卒業し陸軍省軍務局軍事課に配属された。山縣有朋元帥副官を務め、その後、日露戦争に第1軍参謀として出征した。
ドイツ帝国派遣、歩兵第11連隊付、歩兵第70連隊大隊長、参謀本部課長兼陸大兵学教官、陸軍技術審査部部員などを歴任。1915年（大正4年）2月、歩兵大佐に昇進し歩兵第72連隊長に就任。参謀本部編制動員課長を経て、1918年（大正7年）11月、陸軍少将に進み青島守備歩兵隊司令官として第一次世界大戦に出征。
青島守備軍参謀長、第1師団司令部付を経て、1923年（大正12年）8月、陸軍中将に進み下関要塞司令官に就任。1924年（大正13年）8月、第20師団長に親補された。1927年（昭和2年）7月に待命となり、同年9月、予備役に編入された。

## 親族
- 長男 引田一郎（阪急電鉄取締役）[3]
  - 孫（一郎長男）引田英雄（映画監督）[3]
- 長女 浅野アヤ子（陸軍少将浅野剛の妻）[3]